# Rhythms of Resistance

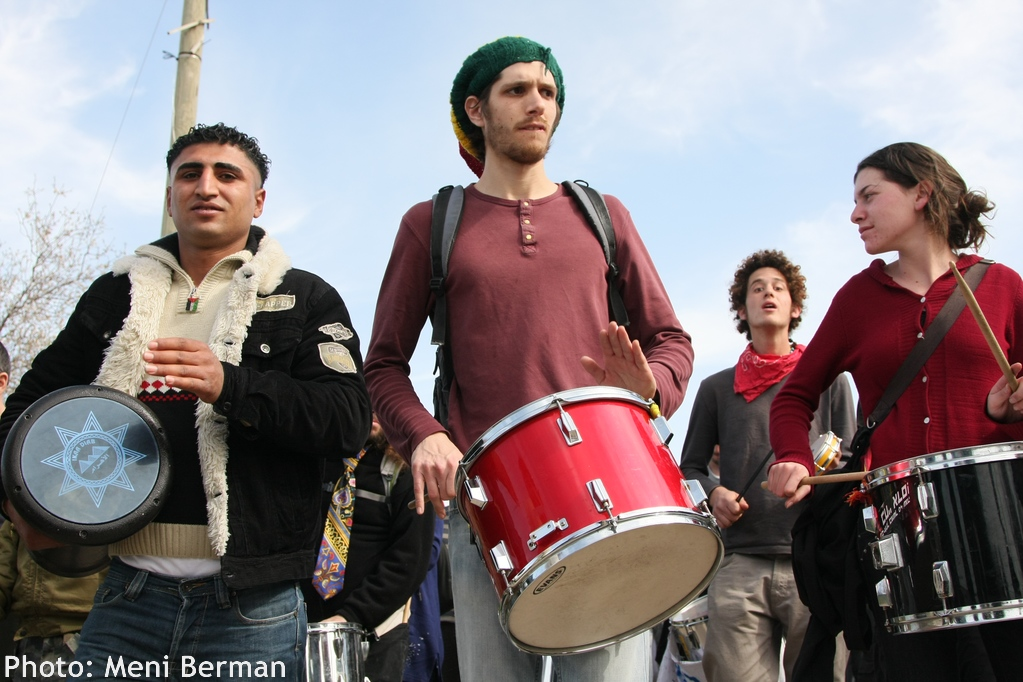
Rhythms of Resistance

Rhythms of Resistance (Ritmes van het Verzet) of simpelweg RoR is een percussiegroep die speelt op demonstraties en directe acties voor sociale en ecologische rechtvaardigheid. Ze profileren zich als anti-kapitalistisch, anti-hiërarchisch, anti-seksistisch en anti-racistisch. RoR bestaat sinds 2000 en overal in Europa (en de rest van de wereld) zijn nieuwe zuster-bands uit de grond gestampt, niet altijd met dezelfde naam, maar de ideologie hebben ze wel met elkaar gemeen.
De band, die vaak de 'sambaband' genoemd wordt (hoewel dit een incorrecte term is want enkel de instrumenten zijn eigen aan dit Braziliaanse muziekgenre), bestaat uit een variërend aantal muzikanten van alle slag, die energie willen steken in solidariteit en creatief actie voeren tegen de structuren van deze wereld die zij ervaren als onderdrukkend voor mens en dier.
RoR heeft - ondanks de foute term sambaband - veeleer affiniteit met de Afro bloco mobiele percussiebands die midden de jaren 70 als paddenstoelen uit de grond rezen in Salvador da Bahia in Brazilië. Bands als Ile Aye en Olodum gaven politieke uitdrukking aan de zwarte stem, die luid riep tegen economische uitsluiting. Vanuit de armste stedelijke gemeenschappen, ontpopten deze Afro blocos zich tot de mobilisators voor acties. Ze zorgen op de acties zelf ook voor het kanaliseren van agressie door middel van muziek.

## Geschiedenis
Rhythms of Resistance ontstond als een deel van de UK Earth First actie in tegen het IMF / World Bank in Praag in september 2000. Een roos- en zilverkleurig carnavalblok rondom een band van 55 muzikanten scheidde zich af van een optocht van 67 000 mensen en manoeuvreerde door de politieagenten die de jaarlijkse IMF-top trachtten te beschermen. Met een internationaal 'black bloc' en een groot blok van de Italiaanse beweging, Ya Basta werkten drie verschillende varianten van direct actie voeren zich naar een gemeenschappelijk doel, wat resulteerde in de afgelasting van de topbijeenkomst van het IMF.
Voortbouwend op het succes van 26 september, vormden zich meer en meer bands, die overal dezelfde internationaal bekende ritmes speelden en op dezelfde manier actievoerden. De Electric Blue band uit Amsterdam, gevormd voor de Rising Tide Actions tegen de Cop6 klimaatconferenties in november 2000 voegden zich bij de Rhythms of Resistance drummers zodat een band ontstond van 65 percussionisten. Hun vitale component is straatcarnaval, creatief actie voeren en de vrede koste wat kost bewaren. 
Daarnaast heeft Rhythms of Resistance bands in onder meer Amsterdam, Berlijn, Bremen, Gent, Londen, Lyon, Manchester, Mexico-Stad, Oberhausen, Oxford, Parijs, Sheffield, Sofia en Turijn.